# Tîhomel, Bilohirea
Tîhomel (în ucraineană Тихомель) este un sat în comuna Vorobiivka din raionul Bilohirea, regiunea Hmelnîțkîi, Ucraina.

## Demografie
Componența lingvistică a localității Tîhomel
     Ucraineană (98,9%)
     Rusă (1,1%)
Conform recensământului din 2001, majoritatea populației localității Tîhomel era vorbitoare de ucraineană (98,9%), existând în minoritate și vorbitori de rusă (1,1%).